# Cyclotelus scutellaris
Cyclotelus scutellaris är en tvåvingeart som först beskrevs av Walker 1857.  Cyclotelus scutellaris ingår i släktet Cyclotelus och familjen stilettflugor. Inga underarter finns listade i Catalogue of Life.